# یوسف سوسو
یوسف سوسو (انگلیسی: Issouf Sosso؛ زادهٔ ۱۱ اوت ۱۹۹۶) بازیکن فوتبال اهل بورکینافاسو است.
وی همچنین در تیم ملی فوتبال بورکینافاسو بازی کرده است.